# Hugo von Saldern-Ahlimb-Ringenwalde
Hugo Wilhelm August von Saldern-Ahlimb-Ringenwalde (* 19. März 1829 in Berlin; † 22. Dezember 1893 ebenda) war ein preußischer Oberst, Majoratsbesitzer und Mitglied des Deutschen Reichstags.

## Leben
Hugo von Saldern besuchte das Pädagogium in Halle (Saale) und studierte an den Universitäten Bonn und Berlin Rechtswissenschaft. 1848 wurde er Mitglied des Corps Borussia Bonn. Nach dem Besuch der Kriegsakademie und der Verwendung in der Adjutantur und im Generalstab, war er von März 1875 bis August 1876 Kommandeur des Westfälischen Husaren-Regiments Nr. 11 und schied anschließend aus dem Militärdienst aus. Er widmete sich in der Folge der Bewirtschaftung und Verwaltung des ihm zugefallenen Familienbesitzes auf Ringenwalde im Kreis Templin. In der Kreisverwaltung war er tätig als Kreisdeputierter, Kreisausschussmitglied, Kreistagsmitglied, Amtsvorsteher und Standesbeamter.
Zu seinem Besitztum gehörte 1879 laut dem erstmals amtlich veröffentlichten Generaladressbuch der Rittergutsbesitzer für die Provinz Brandenburg das Gut Ahlimswalde mit 342 ha, Gut Libbesicke mit 422 ha, Gut Poratz mit 237 ha sowie Ringenwalde als Hauptgut mit 2214 ha.
Rechtsritter des altehrwürdigen Johanniterorden wurde er 1883, als Mitglied der Brandenburgischen Provinzial-Genossenschaft der Kongregation.
Von 1884 bis 1893 war er Mitglied des Deutschen Reichstags für den Wahlkreis Regierungsbezirk Potsdam 3 Ruppin, Templin und die Deutschkonservative Partei.

## Familie
Hugo war ein Sohn von Hermann von Saldern (1801–1854) und dessen Ehefrau Luise, geborene von Ahlimb (1808–1876). Am 26. März 1867 heiratete er in Berlin die 1864 verwitwete Marie von Bojanowski (1844–1900), Tochter des preußischen Generalleutnants August von Oelrichs (1801–1868). Die Ehe blieb kinderlos. Erbe wurde über den Vetter Herrmann 1. Graf von Saldern-Ahlimb-Ringenwalde (1801–1854), respektive über dessen Ehefrau Luise von Ahlimb auf Ringenwalde, deren Sohn Graf Maximillian und nach Verzicht direkt Leopold Graf von Saldern-Ahlimb-Ringenwalde, verheiratet mit Gisela Freiin von der Goltz.